# Wildberg, Mecklenburgische Seenplatte
Wildberg là một đô thị thuộc huyện Mecklenburgische Seenplatte (trước thuộc Vorpommern-Greifswald (trước thuộc Demmin)), bang Mecklenburg-Vorpommern, Đức. Đô thị Wildberg, Demmin có diện tích 22,37 km², dân số thời điểm ngày 31 tháng 12 năm 2006 là 630 người.